# Ryszard Dindorf
Ryszard Filip Dindorf (ur. 27 stycznia 1951 w Lubaniu) – polski inżynier, profesor nauk technicznych.

## Życiorys
Absolwent Technikum Mechanicznego w Kielcach. W 1978 ukończył studia na Politechnice Świętokrzyskiej. Rozprawę doktorską obronił w 1984 na Wydziale Mechanicznym Politechniki Krakowskiej. Stopień naukowy doktora habilitowanego uzyskał tamże w 1996 w oparciu o rozprawę pt. Wybrane zagadnienia modelowania dynamiki układów hydraulicznych. Tytuł naukowy profesora nauk technicznych otrzymał 7 października 2010.
Pracował m.in. jako inżynier konstruktor w Fabryce Łożysk Tocznych „Iskra” w Kielcach (1976). W latach 1986–1998 związany był jako asystent, a później adiunkt z Wydziałem Mechanicznym Politechniki Krakowskiej. W 1997 podjął pracę na Politechnice Świętokrzyskiej, gdzie był kierownikiem Samodzielnego Zakładu Automatyki i Robotyki, a następnie Zakładu Mechatroniki. Od 2006 zatrudniony był również na stanowisku profesora nadzwyczajnego w Akademii Górniczo-Hutniczej im. Stanisława Staszica w Krakowie. Obecnie związany z Katedrą Technologii Mechanicznej i Metrologii PŚk, gdzie objął kierownictwo Zakładu Urządzeń Mechatronicznych.
Specjalizuje się m.in. w automatyzacji systemów płynowych, hydraulicznych i pneumatycznych układach automatyki oraz mechatronice. Współautor podręcznika akademickiego pt. Hydraulika i pneumatyka. Podstawy, ćwiczenia, laboratorium (Kielce 2003). W latach 2004–2005 był ekspertem Komisji Europejskiej w projekcie badawczym „Manufacturing Visions. Integrating Diverse Perspectives into Pan-European Foresight”. Odznaczony został m.in. Srebrnym Krzyżem Zasługi (2003).